# Anger, Bayern
Anger är en kommun och ort i Landkreis Berchtesgadener Land i Regierungsbezirk Oberbayern i förbundslandet Bayern i Tyskland.